# Брюхтервелд
Брюхтервелд (нід. Bruchterveld) — село в нідерландській провінції Оверейсел, на кордоні з Німеччиною. Входить до муніципалітету Гарденберг.
Його площа становить 10,59 км², а населення станом на 2021 рік складало 1 110 осіб.
Перша згадка про населений пункт датується 1868 роком.